# NetBurst
NetBurst, interně označovaný P68, je kódové označení mikroarchitektury vyvinuté společností Intel jako nástupce mikroarchitektury P6. První procesor této architektury, vydaný 20. listopadu 2000, bylo Pentium 4 s jádrem Willamette. Všechny další procesory Pentium 4 a Pentium D byly také založeny na této architektuře. Původně bylo využíváno 180-nanometrového výrobního procesu, postupně došlo k optimalizaci až na 65 nm.
Nástupcem NetBurstu se v červenci 2006 stala architektura Core.

## Technologie a vývoj
Při vývoji architektury NetBurst se Intel zaměřil především na hlubší pipeline, tedy postupné zpracování dat, které v případě NetBurstu nazval Hyper Pipelined Technology. U většiny procesorů byl pipeline 20-fázový, u některých procesorů až 31-fázový. Pro srovnání, předchozí architektura P6 měla 10-fázový pipeline.
Rapid Execution Engine byla další technologie, která měla výrazně zrychlit procesor. V podstatě umožňovala zdvojnásobit rychlost dvou ALU jednotek.
Quad-Pumped Front-Side Bus byla technologie, která některým NetBurst procesorům umožňovala přes datovou sběrnici přenášet čtyřikrát více dat při stejné frekvenci RAM.
Execution Trace Cache umožňovala ukládat instrukce dekódované na mikroinstrukce do L1 mezipaměti, takže nemusely být těsně před spuštěním znovu dekódovány, což znatelně šetřilo čas. Nevýhodou však byla výsledná hardwarová složitost a poněkud vyšší provozní teploty. Podobná, ale mnohem jednodušší technologie se objevila u procesorů architektury Sandy Bridge.
Od těchto a dalších technologií, jako byl hyper-threading u výkonnějších modelů, si Intel sliboval vyšší takt procesoru, který měl podle původních předpokladů dosáhnout až 10 GHz. Na jeden GHz taktu ale procesory NetBurst dosahovaly nižšího výkonu než procesory P6 na jeden GHz taktu. Poslední Pentia 4 navíc dosahovala tepelného výkonu 130 W při taktu 3,8 GHz. Především z tohoto důvodu se Intel roku 2006 rozhodl upustit od této architektury a pokračovat architekturou Core, která se více podobala architektuře P6.

## Vývoj modelů
Původní jádro Willamette bylo v lednu roku 2002 nahrazeno jádrem Northwood. Toto jádro využívalo 130-nanometrový výrobní proces, větší mezipaměť a hyper-threading, který byl v první várce deaktivován pro jádra s taktem nižším než 3.06 GHz.
V únoru roku 2004 Intel představil jádro Prescott, které využívalo 90-nanometrového výrobního procesu, ještě vyšší mezipaměti, hlubšího pipelinu, nových SSE3 instrukcí a dalších technologií. Některé procesory s tímto jádrem také podporovaly 64bitovou verzi architektury x86, tedy x86-64. U silnějších procesorů Prescott se brzy začaly projevovat problémy s přehříváním a spotřebou energie.
Později byly vydány dvoujádrové procesory Pentium D s kódovým označení Smithfield, který byl tvořen dvěma jádry Prescott, a Presler, skládající se ze dvou jader Cedar Mill (65-nanometrová verze jádra Prescott).
Levnější procesory architektury nesly označení Celeron. Celerony s jádry Prescott a Cedar Mill nesly označení Celeron D, což u nich však na rozdíl od Pentií D neznačilo dvě jádra.